# Karin Hübner
Pour les articles homonymes, voir Hübner.
Karin Hübner (née le 16 septembre 1936 à Gera, morte le 25 juillet 2006 à Munich) est une actrice allemande.

## Biographie
Karin Hübner, dont les parents sont tous deux chanteurs d'opéra, grandit dans le village de Michendorf, près de Potsdam. Après son abitur en 1953, elle prend des cours de théâtre et de chant à la Hochschule für Schauspielkunst „Ernst Busch“ de Berlin puis devient actrice et chanteuse. En 1954, elle est engagée par le théâtre de Munster puis à Brême et à Berlin. Elle fait ses débuts au cinéma dans le rôle-titre dans l'adaptation de la DEFA de la pièce de Gotthold Ephraim Lessing, Emilia Galotti (de). En dépit d'un certain nombre d'autres rôles principaux, elle ne réussit pas à s'imposer au cinéma.
Elle obtient le triomphe à côté de Paul Hubschmid en octobre 1961 dans le rôle d'Eliza Doolittle dans la comédie musicale My Fair Lady de Frederick Loewe, qui est donné 850 fois jusqu'en 1965. Jusqu'au milieu des années 1970, elle joue dans les théâtres de boulevard de Munich. Après des années de succès comme comédienne et chanteuse, elle se retire pour des raisons personnelles. En 1982, elle tente de se suicider en mettant le feu à son appartement, ce qui lui vaut une peine de six mois de prison avec sursis.
Elle revient au milieu des années 1980 dans les théâtres de boulevard de Munich. Elle s'essaie à la mise en scène, mais c'est un véritable échec. En 1987, elle s'en va de nouveau de scène.
L'actrice s'est mariée avec le réalisateur Peter Beauvais (avec qui elle a une fille), l'acteur Günter Pfitzmann (de) puis le compositeur Frank Duval.

## Filmographie
- 1955: Peter Schlemihl (TV)
- 1958: Tatort Berlin (de)
- 1958: Hoppla, jetzt kommt Eddie
- 1958: Solang' noch untern Linden
- 1958: Emilia Galotti (de)
- 1960: Venus im Licht
- 1960: Les Chacals meurent à l'aube
- 1961: Le Miracle du père Malachias
- 1962: La Veuve joyeuse
- 1963: Die endlose Nacht
- 1966: Liselotte von der Pfalz (de)
- 1966: Abendkurs
- 1966: Towarisch (TV)
- 1967: Flucht ohne Ausweg (TV)
- 1968: Unwiederbringlich (de) (TV)
- 1969: Sieben Tage Frist (de)
- 1969: L'Homme à l'œil de verre (Der Mann mit dem Glasauge)
- 1969: Hôtel Royal (TV)
- 1970: L'Invitation au château (TV)
- 1971: Das Messer (de) (TV)
- 1972: Viola und Sebastian
- 1977: Tatort – Das Mädchen am Klavier